# 有效理論
有效理論是指一個科學理論，它試著去描述一些現象，然而並未解釋其理論中的解釋現象機制是由何而來。
這意味著這個理論給出了「有效」的模型，但並未真正給出一個真正充分的理由去給出這個模型。
因此，我們可以說有效場論就是一種有效理論，它用於描述固態物理中的現象，例如：BCS理論。
有效場論會將固態晶格的振動視作一種場（這代表它不是一個「真正」的場），稱為聲子。
這類有效場論所描述的有效粒子一般稱作準粒子。
某個層面來說，量子場論以及任何現行的物理理論都屬由有效理論。它們都是目前仍未知的萬有理論在「低能量極限」下的「有效」描述。